# Craniella simillima
Craniella simillima är en svampdjursart som först beskrevs av James Scott Bowerbank 1873.  Craniella simillima ingår i släktet Craniella och familjen Tetillidae.
Artens utbredningsområde är havet kring Mikronesien. Inga underarter finns listade i Catalogue of Life.